# Eupithecia hypophasma
Eupithecia hypophasma là một loài bướm đêm trong họ Geometridae.